# Common Language Runtime

CLR konverterar CIL till maskinkod.

Common Language Runtime (CLR) är en virtuell maskin och huvudkomponenten i Microsofts .NET initiativ. Det är en implementering av standarden Common Language Infrastructure, som definierar en exekveringsmiljö för programkod. CLR exekverar en typ av bytekod som kallas CIL (Common Intermediate Language).
Utvecklaren skriver kod i ett programspråk som stöds av .NET (till exempel C#, VB.NET eller C++/CLI). Koden kompileras sedan till ett assembly med CIL-kod. När assemblyn sedan exekveras, kompileras CIL-koden till maskinkod av JIT-kompilatorn. Alternativt kan koden kompileras förre exekvering, vilket snabbar upp allt för att CIL-till-maskinkod kompilering inte längre behövs.
Även om andra implementeringar av Common Language Infrastructure kan köras på andra plattformar, förutom Microsoft Windows, är det endast Windows som har officiellt stöd av Microsoft. Det finns dock open-sourceprojekt för att köra .NET på Linux i form av Mono-projektet.
Liksom många andra virtuella maskiner tillåter CLR utvecklaren att ignorera mycket av det som man måste tänka på om man utvecklar för något specifik CPU. CLR tillhandahåller även andra viktiga tjänster, som följande:
- Minneshantering
- Trådhantering
- Undantagshantering
- Skräpinsamling
- Datasäkerhet